# 皮科馬約區
皮科馬約區（西班牙語：Distrito de Pilcomayo），是秘魯的一個區，位於該國中部胡寧大區的萬卡約省，始建於1944年9月15日，面積20.5平方公里，海拔高度3,247米，2005年人口12,405，人口密度每平方公里610人。